# Лозянська сільська рада (Міжгірський район)
| Лозянська сільська рада — колишній орган місцевого самоврядування у Міжгірському районі Закарпатської області з адміністративним центром у с. Лозянський. Сільській раді підпорядковані населені пункти: - с. Лозянський - с. Сопки |

## Склад ради
Рада складалася з 16 депутатів та голови.

## Керівний склад сільської ради
| ПІБ                 | Основні відомості                                                               | Дата обрання | Дата звільнення |
| ------------------- | ------------------------------------------------------------------------------- | ------------ | --------------- |
| Сопко Іван Петрович | Сільський голова, 1964 року народження, освіта, безпартійний                    | 26.03.2006   | 31.10.2010      |
| Сопко Іван Пктрович | Сільський голова, 1964 року народження, освіта середня спеціальна, безпартійний | 31.10.2010   |                 |

Примітка: таблиця складена за даними джерела

## Населення
Згідно з переписом УРСР 1989 року чисельність наявного населення сільської ради становила 1686 осіб, з яких 792 чоловіки та 894 жінки.
За переписом населення України 2001 року в селі мешкало 1877 осіб.

### Мова
Розподіл населення за рідною мовою за даними перепису 2001 року:
| Мова       | Відсоток |
| ---------- | -------- |
| українська | 99,47 %  |
| російська  | 0,48 %   |